# قائمة البعثات الدبلوماسية في السنغال

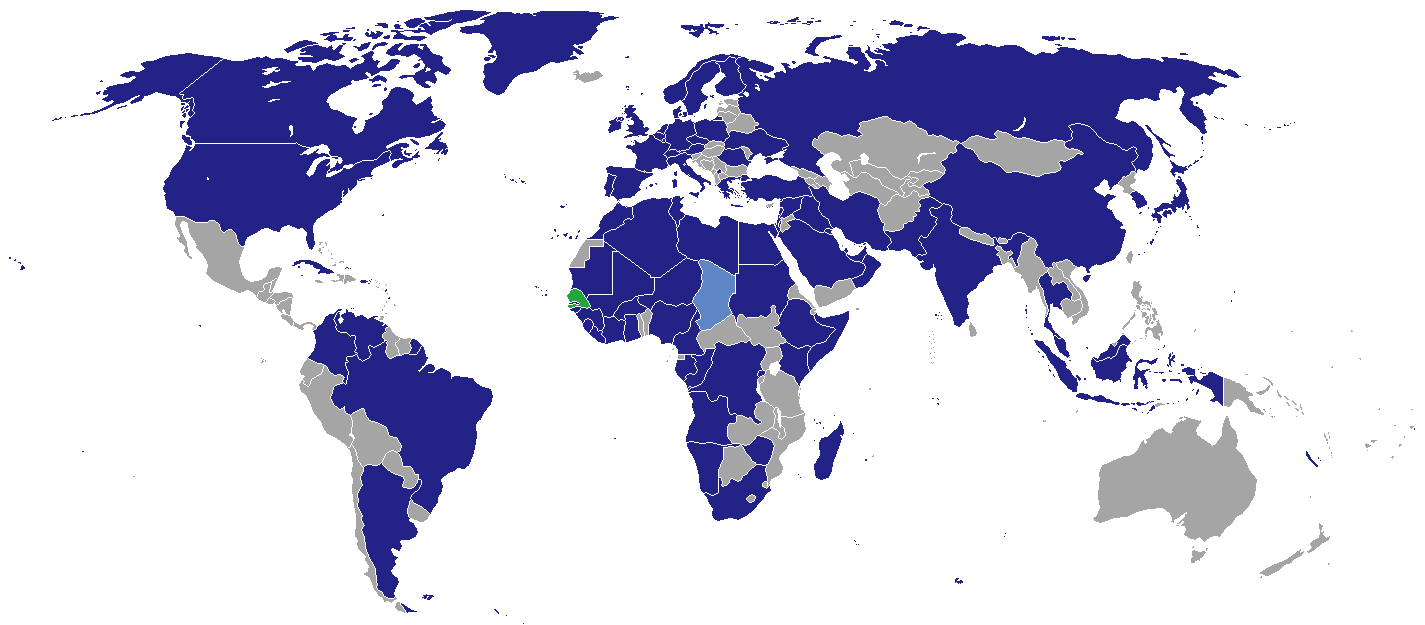
خريطة البعثات الدبلوماسية في السنغال

هذه قائمة بالبعثات الدبلوماسية في السنغال. تستضيف العاصمة داكار حالياً 74 سفارة. هذه القائمة لا تشمل القنصليات الفخرية.

## سفارات
داكار
| - الجزائر - النمسا - بلجيكا - البرازيل - بوركينا فاسو - الكاميرون - كندا - الرأس الأخضر - الصين - جمهورية الكونغو الديمقراطية - جزر القمر - جمهورية الكونغو - كوبا - جمهورية التشيك - مصر - إثيوبيا - فرنسا - الغابون - غامبيا - ألمانيا - غانا - غينيا - غينيا بيساو - الفاتيكان - الهند | - إندونيسيا - إيران - العراق - إسرائيل - إيطاليا - ساحل العاج - اليابان - كوسوفو - الكويت - لبنان - ليبيريا - ليبيا - لوكسمبورغ - مدغشقر - ماليزيا - مالي - موريتانيا - المغرب - ناميبيا - هولندا - نيكاراغوا - النيجر - نيجيريا - عمان - باكستان | - فلسطين - بولندا - البرتغال - قطر - رومانيا - روسيا - رواندا - السعودية - جنوب إفريقيا - كوريا الجنوبية - سيراليون - إسبانيا - السودان - سويسرا - سوريا - تايلاند - تونس - تركيا - أوكرانيا - الإمارات العربية المتحدة - المملكة المتحدة - الولايات المتحدة - فنزويلا - زيمبابوي |

## مكاتب أخرى
- الاتحاد الأوروبي (وفد)

## قنصليات عامة

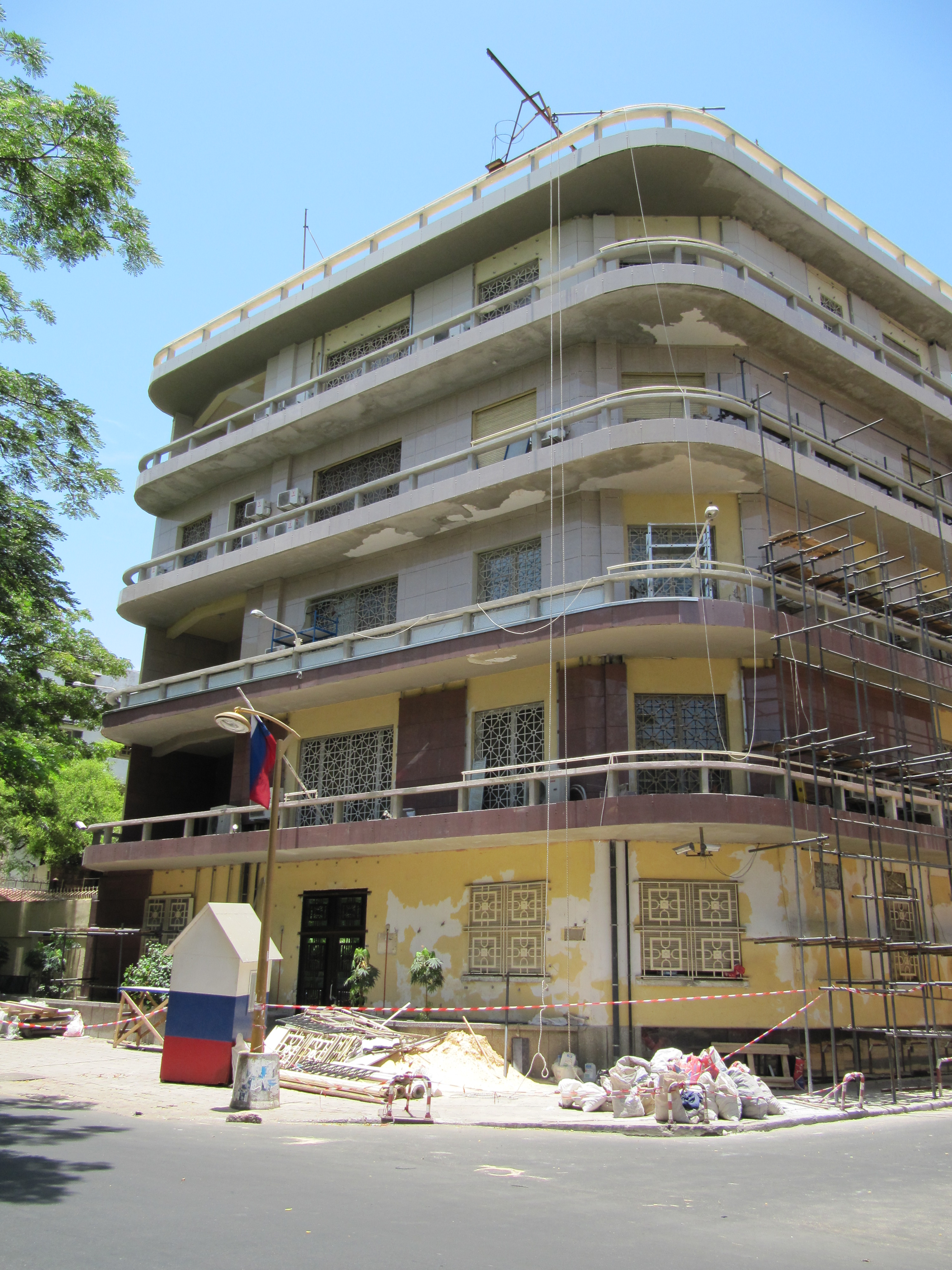
سفارة روسيا في داكار.

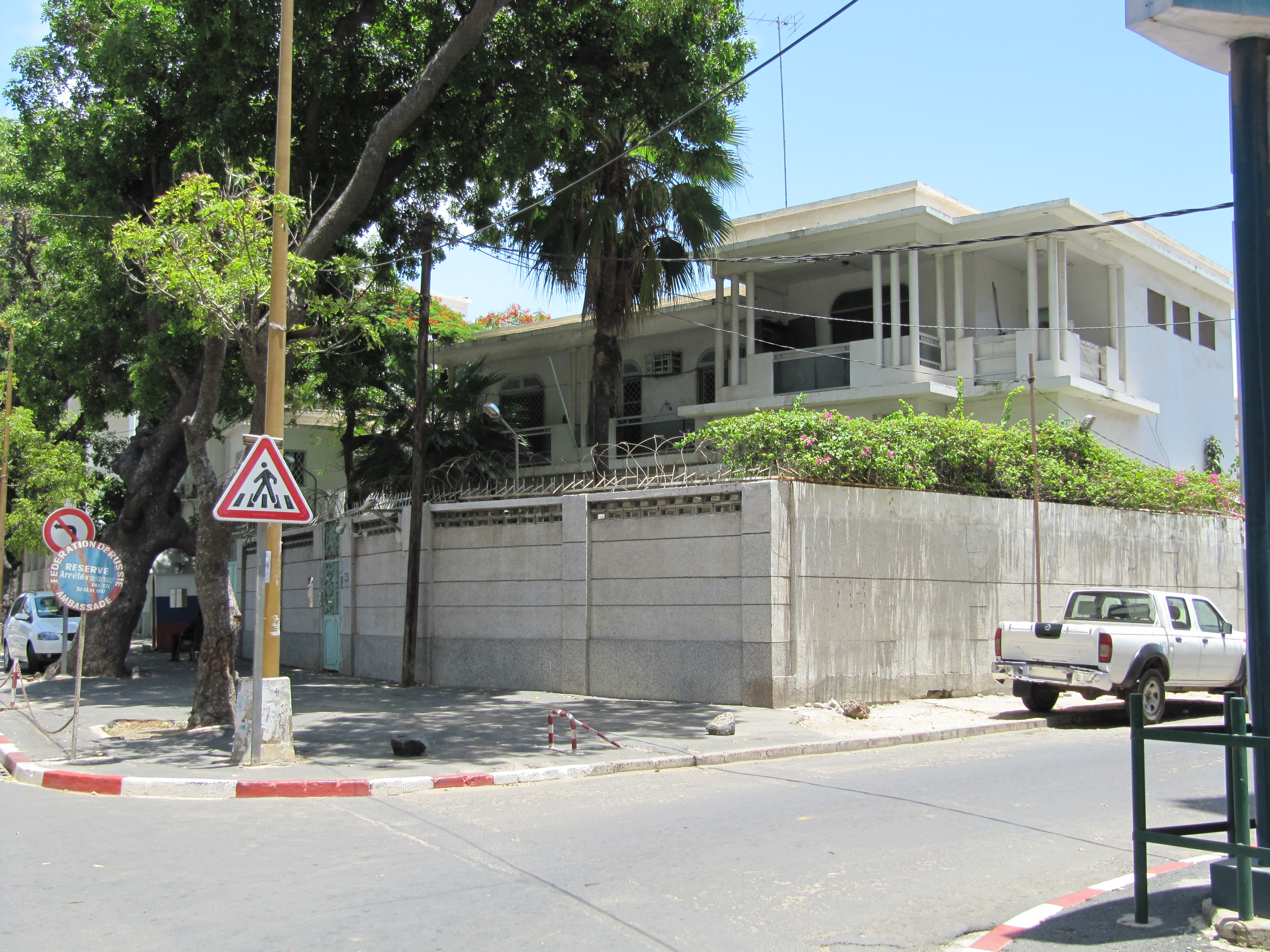
القسم القنصلي للسفارة الروسية في داكار.

سانت لويس
- موريتانيا

زيغينشور
- غينيا بيساو

## سفارات غير مقيمة
- الأرجنتين (أبوجا)[23]
- أستراليا (أكرا)[24]
- أذربيجان (الرباط)[25]
- كرواتيا (الرباط)[26]
- قبرص (باريس)[27]
- فنلندا (أبوجا)[28]
- اليونان (الرباط)[29]
- المكسيك (الرباط)[30]
- نيوزيلندا (باريس)
- النرويج (أبيدجان)[31]
- بيرو (الرباط)[32]
- الفلبين (أبوجا)[33]
- صربيا (الرباط)[34]
- سلوفاكيا (أبوجا)[35]
- السويد (ستوكهولم)[36]
- تنزانيا (أبوجا)[37]
- ترينيداد وتوباغو (أبوجا)[38]
- الأوروغواي (باريس)[39]
- فيتنام (الجزائر)